# Sport Vereniging Notch
Sport Vereniging Notch é um clube de futebol surinamês sediado em Meerzog no Suriname.
Disputa o Campeonato Surinamês de Futebol.